# Vladimir Burduli
Vladimir Burduli (géorgien : ვლადიმერ ბურდული), né le 26 octobre 1980 à Tbilissi en Géorgie, est un footballeur international géorgien, devenu entraîneur à l'issue de sa carrière, qui évoluait au poste de milieu de terrain.
Il est actuellement l'entraîneur du Sioni Bolnissi depuis 2013. 

## Biographie

### Carrière de joueur
Vladimir Burduli dispute deux matchs en Ligue des champions, et 8 matchs en Coupe de l'UEFA.

### Carrière internationale
Vladimir Burduli compte 21 sélections et 2 buts avec l'équipe de Géorgie entre 2001 et 2007. 
Il est convoqué pour la première fois par le sélectionneur national Aleksandr Tchivadze pour un match amical contre le Luxembourg le 15 août 2001 (victoire 3-0). Par la suite, le 17 avril 2002, il inscrit son premier but en sélection contre l'Ukraine, lors d'un match amical (défaite 2-1). Il reçoit sa dernière sélection le 22 août 2007 contre le Luxembourg (0-0).

## Palmarès
- Avec le Dinamo Tbilissi
  - Champion de Géorgie en 1998 et 2003
  - Vainqueur de la Coupe de Géorgie en 2003 et 2004

- Avec le Neftchi Bakou
  - Champion d'Azerbaïdjan en 2011